# Orthocladius cognatus
Orthocladius cognatus är en tvåvingeart som beskrevs av Makarchenko 2006. Orthocladius cognatus ingår i släktet Orthocladius och familjen fjädermyggor. Inga underarter finns listade i Catalogue of Life.